# Valença (Portugal)
Valença (también conocida como Valença do Minho y en español como Valencia de Miño)es una ciudad de Portugal. Según el censo de 2021, tiene una población de 13 623 habitantes.
Está ubicada en el distrito de Viana do Castelo, dentro de la subregión de Alto Miño, región Norte (NUTS  II).
Es sede del municipio homónimo, con 117.13 km² de área y subdividido en once freguesias (parroquias). Limita al este con el municipio de Monção, al sur con Paredes de Coura, al oeste con Vila Nova de Cerveira y a noroeste y norte con España (Galicia).

## Historia
En 1196 estalló la guerra entre Sancho I de Portugal y Alfonso IX de León, por lo que en 1200 Sancho I ordenó construir las primeras murallas de Valença. En 1217, tras ser arrasada por los leoneses, Alfonso II de Portugal la hizo repoblar, reconstruyendo sus murallas y concediéndole fuero.
Recibió su nombre actual en 1262 por orden del rey Alfonso III de Portugal, que decide cambiar "Contrasta" ("la que queda en frente") por "A valença", esto es, "La valiente" (de ahí, Valencia).[cita requerida] El sobrenombre de do Minho (del Miño) le viene por el río Miño.
En 1643, se construyó la muralla actual según el diseño del Marqués de Vauban para sustituir a las antiguas murallas del siglo XII. El diseño es en estrella, alargado, con 4 puertas de acceso, 12 baluartes, 4 revellines y la muralla.[cita requerida]
Según lo dispuesto en el Tratado de Fontainebleau entre Napoleón y Godoy, por el que se decidió la invasión de Portugal, las tropas españolas del general Taranco ocuparon la ciudad en diciembre de 1807.
En 1809 es tomada por las tropas napoleónicas mandadas por Soult. En 1828, en las Guerras Liberales, es tomada por las tropas partidarias del rey Miguel, siendo tomada dos años después por las fuerzas liberales con ayuda de tropas inglesas al mando del almirante Charles Napier.[cita requerida]
Desde el 10 de febrero de 2012, Valença y la ciudad española de Tuy, separadas por el río Miño, forman una eurociudad.

## Demografía
| Gráfica de evolución demográfica de Valença entre 1864 y 2021 |
|                                                               |
| Datos según el nomenclátor publicado por el INE portugués.    |

## Organización territorial
El municipio de Valença está formado por once freguesias:
- Boivão
- Cerdal
- Fontoura
- Friestas
- Gandra e Taião
- Ganfei
- Gondomil e Sanfins
- São Julião e Silva
- São Pedro da Torre
- Valença, Cristelo Covo e Arão
- Verdoejo

## Patrimonio
- La Fortaleza, considerada la mayor del Alto Miño. Tiene 5 km de perímetro amurallado. En la actualidad está dedicada al turismo.
- Convento de Ganfei
- Iglesia de Santa María de los Ángeles (Iglesia Matriz)